# Poço superprofundo de Kola

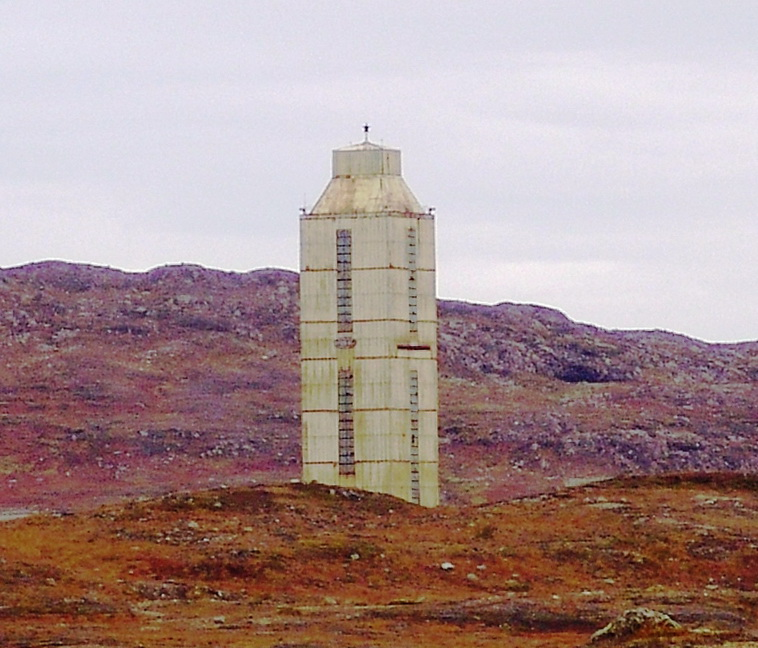
Poço superprofundo de Kola, em foto de 2007.

O poço superprofundo de Kola (em russo:  Кольская сверхглубокая скважина) é o resultado de um projeto de prospecção científica da extinta União Soviética. O projeto tentava perfurar a crosta terrestre o mais profundamente possível. A prospecção teve início em 24 de maio de 1970, na península de Kola, em princípio com o equipamento de perfuração Uralmash-4E, e mais tarde com a série Uralmash-15000. Vários poços foram perfurados por meio de ramificações de um poço central. O mais profundo, o SG-3, atingiu 12 262 metros em 1989, tornando-se o mais profundo poço já perfurado e o ponto artificial mais profundo da Terra.

## Perfuração
No início do projeto, o objetivo inicial da perfuração era chegar até quinze mil metros. Em 6 de junho de 1979, o recorde de profundidade que pertencia ao poço de 'Bertha Rogers', em Oklahoma, Estados Unidos (9 583 metros) foi quebrado. Em 1982, as brocas passaram da profundidade de doze mil metros e a perfuração foi interrompida por cerca de um ano para a comemoração do evento.
Este período de parada total pode ter colaborado para a quebra dos ânimos em setembro de 1984: após atingir 12 066 metros, uma seção de cinco quilômetros da coluna de perfuração quebrou e ficou no buraco, impedindo os trabalhos. Em 1989, a profundidade atingiu 12 262 metros. Naquele ano, os técnicos esperavam chegar aos 13,5 mil metros de profundidade no fim do ano seguinte e aos quinze mil metros em 1993.
Porém, devido às inesperadas altas temperaturas na profundidade alcançada, cerca de 180°C, ao invés dos 100°C previstos, uma perfuração mais profunda foi considerada inviável e os trabalhos interrompidos em 1992. Com o esperado aumento da temperatura à medida que profundidades maiores fossem atingidas, a perfuração a 15 mil metros foi calculada como tendo que ser feita a 300°C, o que tornaria impossível o trabalho das brocas e a exploração foi definitivamente interrompida. 